# Mycosphaerella pittospori
Mycosphaerella pittospori är en svampart som först beskrevs av Mordecai Cubitt Cooke, och fick sitt nu gällande namn av F.A. Weiss 1950. Mycosphaerella pittospori ingår i släktet Mycosphaerella och familjen Mycosphaerellaceae.   Inga underarter finns listade i Catalogue of Life.